# دختران کد
دختران کد (Code Girls) یا دختران کد جنگ جهانی دوم گروهی متشکل از بیش از ۱۰ هزار زن بودند که در جریان جنگ جهانی دوم به عنوان رمزنگار و تحلیلگر رمز (رمز شکن) برای ارتش ایالات متحده خدمت می‌کردند.

## نیروگیری
در ماه‌های قبل از حمله ژاپن به پرل هاربر، نیروی دریایی ایالات متحده شروع به استخدام دانشجویان زن برای کار به عنوان رمزنگار و تحلیل‌گر رمزگذاری کرد. پس از حمله، با پیوستن ایالات متحده به نیروهای متفقین برای مبارزه با قدرت‌های محور در جریان جنگ جهانی دوم، فعالیت‌های استخدامی افزایش یافت.
در جریان پروسه استخدام، از زنان پرسیده می‌شد که آیا آن‌ها جدول کلمات متقاطع را دوست دارند و آیا نامزد برای ازدواج هستند یا خیر. کسانی که به ترتیب پاسخ‌های «بله» و «نه» می‌دادند، در پروسه استخدام به پیش می‌رفتند. کاندیداها به جلسات مخفی دعوت می‌شدند و در آنجا به آن‌ها فرصت داده می‌شد تا دوره آموزشی رمزشکنی را بگذرانند و سوگند یاد کنند که محرمیت این موضوع را نگهدارند. کسانی که دوره آموزش را طی می‌کردند پس از فارغ‌التحصیلی از دانشگاه به واشینگتن دی سی دعوت می‌شدند تا به عنوان کارمند ملکی به نیروی دریایی بپیوندند.
ارتش همچنین شروع به استخدام زنان کدشکن در همین زمان کرد. مقامات ارتش با نمایندگان کالج‌های اناث در هوتل می فلاور به امید جذب دانشجویان برتر آن‌ها قبل از این‌که نیروی دریایی بتواند این کار را انجام دهد، ملاقات نمودند.

## کدشکنی
اولین افراد استخدام شده به مقر نیروی دریایی در واشینگتن دی‌سی گزارش دادند که به سرعت پُر جمعیت شد. تا سال ۱۹۴۳ میلادی، نیروی دریایی عملیات خود را با فرماندهی محل اصلی کالج اناث مونت ورنون برای استفاده به عنوان ضمیمه ارتباطات دریایی گسترش داد.
ارتش همچنین به سرعت از دفتر خود در واشینگتن دی‌سی پیشی گرفت و مکان دوم را در جونیور کالج اناث آرلینگتون هال اضافه کرد. تا سال ۱۹۴۵ میلادی، ۷۰ درصد از تیم رمز شکن ارتش زن بودند.
به عنوان بخشی از وظایف آن‌ها، این زنان به کار با ماشین‌های رمز شکن، تجزیه و تحلیل و شکستن کدهای دشمن، ساخت کتابخانه‌های منابع در عملیات دشمن، رهگیری سیگنال‌های رادیویی و آزمایش امنیت کدهای آمریکایی می‌پرداختند.
در طول هر ماه از سال ۱۹۴۴ میلادی، رمز شکن‌ها حدود ۳۰ هزار پیام حمل و نقل دریایی نیروی دریایی ژاپن را رهگیری می‌کردند که منجر به غرق شدن تقریباً تمام کشتی‌های تدارکاتی ژاپنی در حال حرکت به سمت فیلیپین یا اقیانوس آرام جنوبی شد. قبل از روز دی (D-Day)، آن‌ها اطلاعات و پیام‌های رادیویی نادرست را به اشتراک می‌گذاشتند تا عمداً آلمان‌ها را در مورد محل فرود نیروهای متفقین گم‌راه کنند.
هنگامی که به‌طور عمومی در مورد کار آن‌ها سؤال می‌شد، زنان اغلب پاسخ می‌دادند که «مدادها را تیز می‌کنند».